# Nikolai (Alaska)
Nikolai és una població dels Estats Units a l'estat d'Alaska. Segons el cens del 2007 tenia 88 habitants.

## Demografia
Segons el cens del 2000, Nikolai tenia 100 habitants, 40 habitatges, i 23 famílies La densitat de població era de 8,5 habitants/km².
Dels 40 habitatges en un 27,5% hi vivien nens de menys de 18 anys, en un 37,5% hi vivien parelles casades, en un 7,5% dones solteres, i en un 42,5% no eren unitats familiars. En el 42,5% dels habitatges hi vivien persones soles el 7,5% de les quals corresponia a persones de 65 anys o més que vivien soles. El nombre mitjà de persones vivint en cada habitatge era de 2,5 i el nombre mitjà de persones que vivien en cada família era de 3,35.
Per edats la població es repartia de la següent manera: un 27% tenia menys de 18 anys, un 6% entre 18 i 24, un 24% entre 25 i 44, un 26% de 45 a 60 i un 17% 65 anys o més.
L'edat mediana era de 40 anys. Per cada 100 dones hi havia 194,1 homes. Per cada 100 dones de 18 o més anys hi havia 160,7 homes.
La renda mediana per habitatge era de 15.000 $ i la renda mediana per família de 15.417 $. Els homes tenien una renda mediana de 0 $ mentre que les dones 0 $. La renda per capita de la població era d'11.029 $. Aproximadament el 21,1% de les famílies i el 27,6% de la població estaven per davall del llindar de pobresa.

## Poblacions més properes
El següent diagrama mostra les poblacions més properes.